# Тумин, Марк Ефимович
Марк Хаимович (Ефимович) Тумин (16 сентября 1946 — 25 июня 2013) — советский российский живописец, педагог, член творческого объединения «Эрмитаж» («эрмитажная школа»). Представитель школы аналитической живописи.

## Биография
Марк Хаимович (Ефимович) Тумин родился 16 сентября 1946 года в Ленинграде.
Во время учёбы в средней школе учился в музыкальной школе по классу виолончели. Занимался рисованием в художественной студии при Таврическом художественном училище с 1960 по 1962 год. В 1963—1964 годах продолжал обучение в Городской художественной школе. В 1964 году поступил в Художественное училище им. В. А. Серова, где его преподавателем с 1965 по 1968 год был художник А. П. Зайцев. С 1973 года Тумин посещал Студенческое научное общество кафедры рисунка в Ленинградском высшем художественно-промышленном училище им. В. И. Мухиной, которым также руководил Зайцев. В 1975 году Тумин поступил в ЛВХПУ, но не получил законченного образования.
С 1969 года Тумин работал под руководством Григория Яковлевича Длугача над копиями произведений старых мастеров из эрмитажного собрания. Копированием Тумин занимался в течение многих лет (до 1985 года). Именно Длугач, по словам самого Тумина, помог ему в становлении своего собственного стиля. Сферой творческих интересов Тумина были станковая живопись и графика.
С 1975 по 1991 год преподавал в ДХШ Петродворца. В 1991 году он стал одним из учредителей Школы изобразительной композиции, позднее она была преобразована в «Институт композиции». В Школе Тумин вёл курс «Художественный образ в произведении искусства». Преподавал в Институте телевидения, бизнеса и дизайна на отделении изобразительного искусства. Для Студенческого научного общества Института разработал несколько учебно-методических программ: «Художественный образ», «Аналитические исследования в области изобразительного искусства», «Образ, формат, модуль», «Решение проблем в визуальных искусствах», «Арт-дизайн как средство коммуникаций», «Режиссура изобразительного пространства», «Пространство и образ в графическом дизайне». Тумин также руководил лабораторией аналитических исследований в области изобразительного искусства в СПбГМТУ, а в 2001 году стал президентом петербургского Фонда образовательных программ.
Вёл активную преподавательскую деятельность в Великобритании (1986—1990) и в США во время туров в эту страну группы «Эрмитаж» (1992—2000).
Основатель творческого объединения «Метафора» (2008) — союза непрофессиональных художников, выросших из лаборатории аналитических исследований в области изобразительного искусства на базе частной галереи «Al Gallery».
Член Союза художников России (1998).
Умер 25 июня 2013 года в Санкт-Петербурге.
Дочь Марка Тумина — известная российская актриса и театральный режиссёр Яна Тумина.

## Творчество
Марк Тумин входил в группу художников, которую создал и которой руководил Г. Я. Длугач. Неформальное творческое объединение «Эрмитаж» существовало с 1969 по 1997 год. Вначале своего существования оно напоминало школу П. П. Чистякова. Подход Длугача основывался на том, что в живописном произведении нет ничего случайного. Длугач определял живописную форму термином «камень», указывающим на произведение как единую систему целей и средств их достижения, с соподчинёнными и структурно уравновешенными элементами. Он предлагал трактовку произведений старых мастеров, которые многие годы он изучал через их копирование и тем же занимались его ученики, через «геометрическую логистику».
Тем не менее, несмотря на то, что Тумин был участником объединения, для него оставалось важным быть внутренне свободным, а последовательное изучение работ старых мастеров способствовало чувству сопричастности общему процессу и стремлению к соответствию высоким стандартам.

## Основные выставки
- Все[3] выставки группы «Эрмитаж» (1974, Ленинград; 1985, Репино; 1988, Ленинград; 1988, Репино; 1989, Киев-Харьков; 1989, 1990, Ленинград; 1990, Лос-Анжелес; 1991, Санкт-Петербург; 1992, Калифорнийский тур; 1993, Сан-Франциско — Чикаго — Вашингтон — Нью-Йорк; 1997, Калифорния-Колорадо; 1998 и др.);
- 1984—2006 — ежегодные выставки Союза художников в Выставочном зале, Манеже и иных выставочных площадках;
- 2001 — «Динамическая традиция III», Арт-центр «Пушкинская-10»;
- 1998 — «Неклассическая классика», Государственный Эрмитаж;
- 1998 — «Круги от камня», ЦВЗ «Манеж», Санкт-Петербург;
- 1989 — «От неофициального искусства к перестройке», Ленинград;
- 1997 — «Динамическая традиция», Музей Ф. М. Достоевского;
- 1997 — «Зайцев и его круг», Музей СПбГХПА им. А. Л. Штиглица;
- Персональные выставки в России и Великобритании (1986—1990).

## Работы находятся в собраниях
- Государственный музей «Царскосельская коллекция»;
- Мордовский республиканский музей изобразительных искусств имени С. Д. Эрьзи;
- частные собрания и галереи России, Западной Европы и США.